# Krystyna Andrzejewska-Marek
Krystyna Andrzejewska-Marek est une céramiste, sculptrice et enseignante polonaise née en 1950 à Gdańsk.
Elle enseigne à l'Académie des beaux-arts de Gdańsk (pl).

## Biographie
Elle étudie à la faculté de sculpture de l'École supérieure des beaux-arts de Gdańsk (aujourd'hui Académie des beaux-arts) et obtient son diplôme dans l'atelier du professeur Franciszek Duszeńko (pl) en 1978.
De 1978 à 1986, elle travaille comme assistante du professeur Henryk Lula (pl) à l'atelier de céramique artistique de l'École supérieure nationale des beaux-arts de Gdańsk.
De 1986 à 1993, elle travaille comme directrice artistique à la manufacture de la céramique artistique de Nieborów, rattachée au Musée national de Varsovie.
De 1993 à 2013, elle est professeure assistante du premier degré à l'atelier de céramique artistique du professeur Teresa Klaman (pl) à l'Académie des beaux-arts de Gdansk.

## Créations
Krystyna Andrzejewska-Marek crée des œuvres aux formes abstraites qui sont à la fois des céramiques artistiques et des sculptures. Sa fascination pour les formes de la nature se retrouve dans ses œuvres.
Elle expose souvent ses œuvres en plein air, avec lequel elles s'harmonisent bien, ajoutant une signification symbolique/fantastique au paysage. Elle atteint ses objectifs artistiques grâce à un solide savoir-faire en matière de céramique, en s'inspirant des meilleures traditions et réalisations de la céramique artistique européenne, orientale et précolombienne. Ses œuvres sont l'aboutissement d'une forme sophistiquée de forme, de couleur et d'un riche éventail de textures, où des surfaces glacées brillantes et polarisantes sont intercalées avec des surfaces rugueuses et mates, produisant des effets sophistiqués.

## Galerie

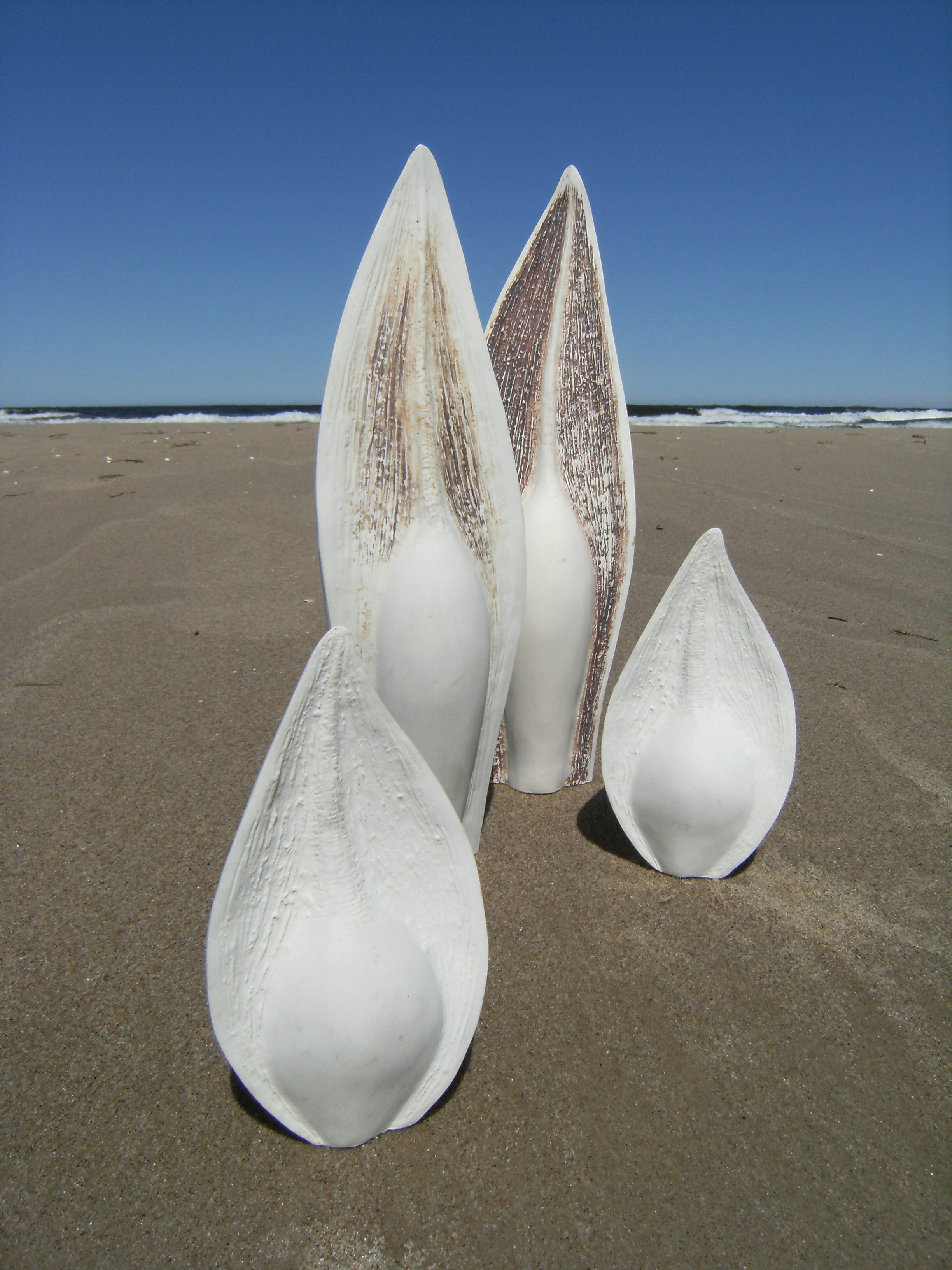
Zimny Ogród
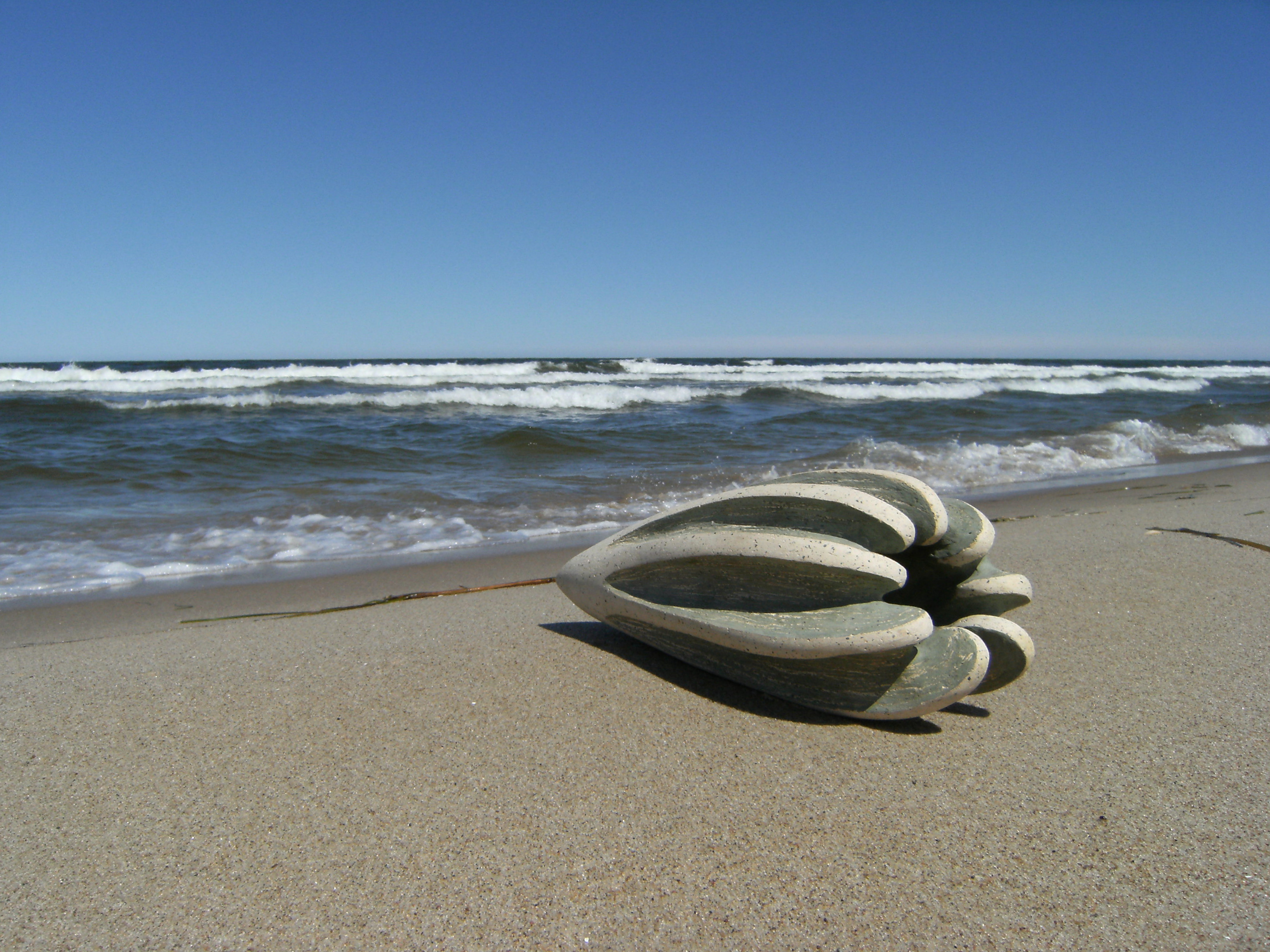
Forma Oceaniczna
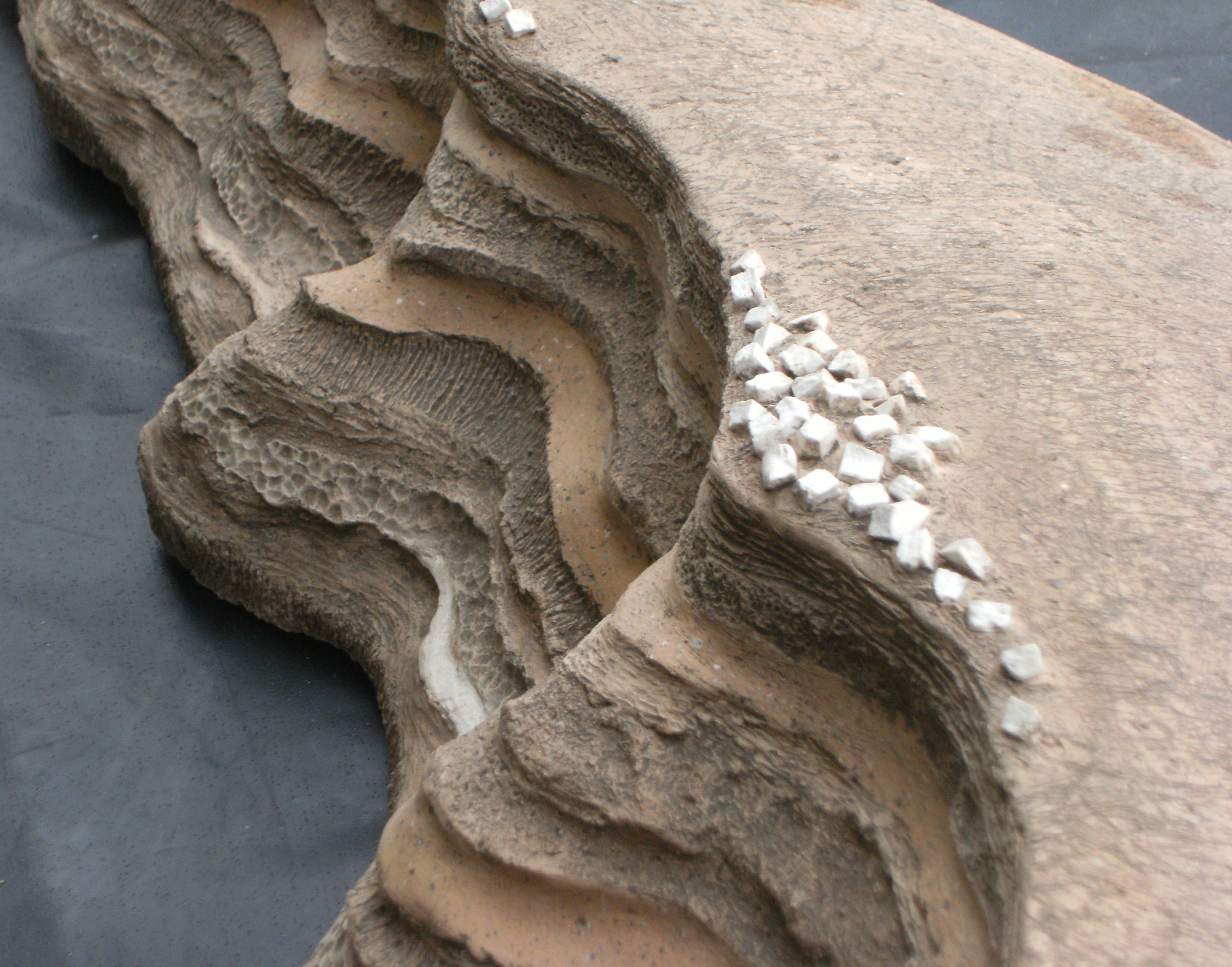
Terra Firma